# Trecena

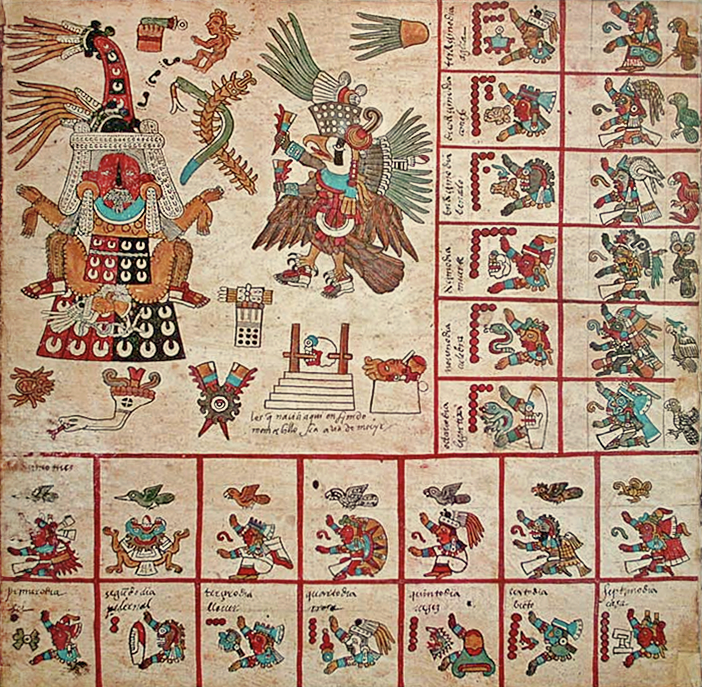
Pagina numero 13 originale del Codice Borbonicus, che raffigura la tredicesima trecena del calendario sacro azteco. Questqa tredicesima trecena era dedicata alla dea Tlazolteotl, raffigurata in alto a sinistra mentre indossa una pelle scorticata, mentre dà alla luce Cinteotl. I simboli dei tredici giorni di questa trecena, che iniziano con 1 Terremoto, 2 Selce/Coltello, 3 Pioggia, ecc., sono mostrati sulla riga in basso e sulla colonna a destra

Una trecena è un periodo di tredici giorni utilizzato nei calendari mesoamericani precolombiani. Il calendario da 260 giorni (il tonalpohualli) era diviso in 20 trecene. Il termine "trecena" deriva dalle cronache spagnole e si traduce in 'tredicina' allo stesso modo in cui una dozzina (o in spagnolo docena) si riferisce ad un gruppo di dodici. Viene solitamente associata agli Aztechi, ma appare con diversi nomi anche nei calendari Maya, Zapoteco, Mixteco e di altre regioni.
Molti codici mesoamericani sopravvissuti, come il Codice Borbonicus, sono calendari divinatori, basati sull'anno di 260 giorni, ed ogni pagina rappresenta una trecena.